# アンナ・ヴァシリチコヴァ
アンナ・ヴァシリチコヴァ（ロシア語: Анна Васильчикова / Anna Vasilchikov, ? ‐ 1576/7年）は、イヴァン4世の5番目の皇妃（ツァリーツァ）。
生い立ちについてはほとんど知られていない。ツァーリの寵臣の一人ヴァシーリー・ウムノイ＝コルィチェフの一族だった可能性がある。1575年にロシア正教会の教会会議の祝福を受けずにツァーリと結婚式を挙げたが、婚礼は極めて質素に行われた。生没年は定かでなく、1576年ないし1577年に死亡し、死因は謎のままであるが、暴力によるものだったとする学説もある。

## 参考資料
- Troyat, Henri Ivan le Terrible. Flammarion, Paris, 1982
- de Madariaga, Isabel Ivan the Terrible. Giulio Einaudi editore, 2005
- R.G.スクルィンニコフ著 / 栗生澤猛夫訳『イヴァン雷帝』成文社 1994年